# Fantastyka

Fantastyka était un magazine consacré au cinéma fantastique et d'aventure fondé par Adam Hollanek. Il a connu vingt-quatre numéros entre 1993 et 2002.
Chaque numéro était imprimé en noir et blanc sur 66 pages découpées en deux et cinq dossiers. Le but principal de la revue était principalement la résurrection des grands monstres du cinéma fantastique.
Publié à l'origine par Promofantastique (la société d'édition d'Alain Schlockoff), il fut repris par CSI, puis par les Éditions Norbert Moutier.
Autour d'Alain Schlockoff, le directeur de la publication, et d'Alain Gauthier & Pierre Gires, les rédacteurs en chef, on trouvait entre autres Jean-Pierre Andrevon, Norbert Moutier, Cathy Karani, et Jean-Pierre Piton.